# Robert Sweet (musicista)
Robert Sweet (Lynwood, 21 marzo 1960) è un batterista statunitense, fondatore della band di christian metal Stryper.

## Discografia

### Solista
- Love Trash (2000)

### Con gli Stryper

#### Album in studio
- The Yellow and Black Attack (1984)
- Soldiers Under Command (1985)
- To Hell with the Devil (1986)
- In God We Trust (1988)
- Against the Law (1990)
- Reborn (2005)
- Murder by Pride (2009)
- The Covering (2011)
- Second Coming (2013)
- No More Hell to Pay (2013)
- Fallen (2015)
- God Damn Evil (2018)
- Even the Devil Believes (2020)

#### Live
- 7 Weeks: Live in America, 2003 (2004)
- Extended Versions (2006)

#### Raccolte
- Can't Stop the Rock (1991)

### Altri album
- King James - King James (1994)
- Shameless - Backstreet Anthems (1999)
- 7 Hours Later - It's About Time (2003)